# Бой при Мискель-Фарм
Бой при Мискель-Фарм, (Fight at Miskel Farm) так же известное как перестрелка у Мискель-Фарм (The Skirmish at Miskel Farm) — представляло собой перестрелку кавалерийских частей во время гражданской войны в США. Сражение произошло 1 апреля 1863 года около Броад-Ран на территории вирджинского округа Лоудон, между «рейнджерами Мосби» и 1-м вермонтским кавалерийским полком федеральной армии, оно было частью партизанской войны Джона Синглтона Мосби в северной Вирджинии. Федеральная кавалерия сумела внезапно атаковать лагерь рейнджеров у фермы Томаса Мискеля, однако рейнджеры отбили атаку и обратили федералов в бегство, захватив много пленных. Это сражение иногда называют самым драматичным из всех столкновений такого масштаба за годы войны.

## Предыстория
В полдень 31 марта 1863 года майор Джон Мосби и 70 его рейнджеров выступили под снегом и дождем из Ректортауна в сторону округа Фэирфакс. Их целью был Дрейнсвилль на границе округов Фэирфакс и Лоудон. Они собирались напасть на федеральный гарнизон, который стоял в Дрэинсвилле и совершал рейды на подконтрольную Мосби территорию.
Партизаны прибыли в Дрейнсвилль, но обнаружили, что гарнизон покинул город и ушёл на восток за реку Диффикулт-Ран. Ввиду приближения ночи рейнджеры повернули на запад и в 22:00 остановились на отдых у фермы Томаса и Лидии Мискель. На этой ферме, находящейся на восточном берегу реки Броад-Ран, около её слияния с рекой Потомак, в нескольких милях севернее Лисберга, партизаны чувствовали себя в безопасности. Рядовые разместились в сарае, который был окружен высокой оградой с единственными воротами, а Мосби и его офицеры разместились в основном доме.
Появление партизан обеспокоило местных жителей, которые опасались мести со стороны федеральной армии, поэтому одна женщина отправилась к федеральным частям, стоящим у Юнион-Чеч и в полночь рассказала майору Чарльзу Таггарту о присутствии Мосби на ферме Мискеля. Получив эту информацию, Таггарт немедленно поручил капитану Генри Флинту взять пять рот 1-го вермонтского кавалерийского полка найти и уничтожить партизан.

## Сражение
На восходе федеральный отряд подошёл к реке Броад-Ран по Лисбергской дороге и ненадолго остановился для выяснения ситуации. Здесь их заметил один из партизан, Дик Морган, который вскочил на коня и поскакал в лагерь, чтобы предупредить Мосби.
Приблизившись к ферме, капитан Флинт выделил небольшой отряд в 50 человек в качестве резерва и поручил его капитану Джорджу Бину. Сам же Флинт возглавил авангард. Пока Финт готовился к атаке, Дик Морган прибыл к сараю и поднял тревогу. В это время федералы бросились к сараю.
Когда капитан Флинт бросился вперед во главе своего эскадрона, их сабли засеркали в лучах утреннего солнца, и я почувствовал, что настал мой последний час, — вспоминал потом Мосби.
Кавалерия ворвалась во внешние ворота, дала залп по южанам и затем, несмотря на наличие карабинов, Флинт приказал атаковать саблями. Федералы приблизились к сараю и были остановлены ещё одной небольшой оградой — здесь они попали под плотный пистолетный огонь. Первыми же выстрелами был убит сам Флинт, (в него попало сразу шесть пуль). Среди федералов началась паника, они бросились назад, обратно, через те единственные ворота, через которые вошли на территорию фермы. Мосби воспользовался моментом, собрал около 20-ти рейнджеров и повел их в контратаку. Многие северяне в итоге попали в плен, немногим удалось скрыться, и южане преследовали их несколько миль.

## Последствия
Южане потеряли одного человека убитым (Рядового Дэвиса) и трех ранеными. В бою погибло 9 федеральных кавалеристов, включая Флинта и одного из офицеров. 15 человек было ранено, а 82 попало в плен. В руки партизан попало 95 лошадей.
Сражение было проиграно федералами несмотря на все выгоды их положения. Их противник был заперт на ферме с одним единственным выходом, ферма была окружена водой с двух сторон и кроме того, северяне превосходили противника по численности вдвое. Флинт допустил несколько ошибок: основной стал приказ атаковать саблями, хотя у вермонтцев имелись кавалерийские карабины, а южане были в основном вооружены пистолетами. Если бы Флинт спешил своих людей, то численное превосходство и преимущества вооружения не оставили бы партизанам никаких шансов.
Вторая ошибка состояла в том, что Флинт разделил своих людей и поручил часть Бину. Тот не сумел навести порядок и довести дело до конца, хотя на момент смерти Флинта положение северян ещё было выгодным. За неграмотное командование и за трусость Бин был впоследствии уволен из армии. Генерал-майор Стейхл сообщил командованию:
Я сожалею, что вынужден информировать командование, что отряд, посланный майором Таггертом упустил такую хорошую возможность захватить повстанцев. Это можно объяснить только неграмотностью офицеров и трусостью рядовых. Я приказал полковнику Прайсу провести тщательное расследование всех обстоятельств и рекомендую уволить всех виновных офицеров.
В рапорте Мосби признал свою ошибку: «Признаю, — писал он, — что в данном случае я не принял соответствующих мер предосторожности на случай внезапной атаки». Сражение позволило Мосби сделать несколько важных выводов: никогда более он не занимал такую уязвимую позицию и никогда более не оставлял лагерь без пикетной цепи.
Одним из офицеров-вермонтцев был Джошуа Грот (1841—1925), будущий губернатор Вермонта.